# Edgewater (contea di Volusia, Florida)
Edgewater è una città degli Stati Uniti d'America, situata in Florida, nella contea di Volusia.